# Mount Marwick
Mount Marwick är ett berg i Antarktis. Det ligger i Östantarktis. Nya Zeeland gör anspråk på området. Toppen på Mount Marwick är 2 590 meter över havet.
Terrängen runt Mount Marwick är bergig norrut, men söderut är den kuperad. Mount Marwick är den högsta punkten i trakten. Trakten är obefolkad. Det finns inga samhällen i närheten. 